# Sipos-kő
A Sipos-kő (románul: Vârful Șipoș) a Gyergyói-havasok vaslábi csoportjának legmagasabb hegye. Vízválasztót képez a keleten elfolyó Olt és a nyugati Maros között. A csúcs közelében négy jelzett turista útvonal találkozik. A csúcsból kelet felé kiinduló gerinc része a Szánduly-tető (1567 m), a nyugati gerincen található a Hegyes-kő (1531 m).
A Sipos-kő északkeleti oldalában, a Szánduly patak völgyében medvevisszavadító központ működik a lakott területekről kitelepített medvék számára. 
Az 1930-as években a Sipos-kő délnyugati oldalában fedezték fel a Súgó-barlangot, amelynek 17 hektáros környékét védetté nyilvánították.

## Külső hivatkozások
- A Súgó-barlangról – Hargita Népe, 2006. október 7.